# Maumere
Maumere é a capital da Regência de Sica e a maior cidade de Flores, Indonésia. Situa-se na costa norte da ilha e o porto está na parte noroeste da cidade. Está localizado em Maumere o Frans Seda Airport. Em 1992 Maumere tinha uma população total de 70 mil habitantes.
A cidade sofreu danos consideráveis no terremoto de Flores de 1992, com 90 por cento de todos os edifícios sendo destruídos. A população mais recente contada por censo é de 47 598 pessoas.

## Religião
A população de Maumere assim como os habitantes da ilha de Flores é católica na sua quase totalidade, consequência de em Larantuca ter sido fundada uma das primeiras missões abertas pelos dominicanos portugueses, em finais do século XVI. Atualmente ainda existem resquícios da língua portuguesa em Flores, especialmente nas regiões de Larantuca e Maumere. Trata-se basicamente de reminiscências lexicais, muitas delas relacionadas com o catolicismo. Em 2005, a Diocese Católica Romana de Maumere foi estabelecido na cidade.

## Pontos turísticos
Os recifes em áreas circundantes de Maumere (Golfo de Maumere) já foram considerados uns dos melhores locais para mergulhos do mundo. No entanto, um relatório de 2007 descobriu que 75% dos recifes de coral tinha sido significativamente danificadas ou destruídas pela prática da pesca com explosivos, o uso de produtos químicos tóxicos na pesca, e devido a terremotos. Uma das prioridades da comunidade local e do governo é a promoção do turismo. Um evento cultural anual, Maumere in Love, foi iniciado como um passo no sentido de promover tanto a nível local como o mais amplo interesse na região em torno de Maumere.

## Mãe de Todas as Nações
Mãe de Todas as Nações (em indonésio: Bunda Segala Bangsa) é uma estátua de Mãe Maria no colina Nilo, a 5 km ao sul-oeste de Maumere. A estátua tem 18 metros de altura, mas com o seu pedestal e fundação chega aos 28 metros de altura. A estátua revestido de cobre pesa 6 toneladas foi construída em 2005, localizada num pico de 500 metros na colina Keli, Vila Nilo, e tornou-se a mais alta estátua levantada na Regência de Sica.